# Shibataea nanpingensis
Shibataea nanpingensis är en gräsart som beskrevs av Qing Fang Zheng och Ke Fu Huang. Shibataea nanpingensis ingår i släktet Shibataea och familjen gräs. Inga underarter finns listade i Catalogue of Life.